# Cryptopelta granulifera
Cryptopelta granulifera är en ormstjärneart som beskrevs av Hubert Lyman Clark 1909. Cryptopelta granulifera ingår i släktet Cryptopelta och familjen Ophiodermatidae. Inga underarter finns listade i Catalogue of Life.